# Antônio Carlos Capocasali
Antônio Carlos Cunha Capocasali Junior, mais conhecido como Antônio Carlos (Rio de Janeiro, 7 de março de 1993), é um futebolista brasileiro que atua como zagueiro. Atualmente joga pelo Houston Dynamo.

## Infância
Nascido em 7 de março de 1993, no Rio de Janeiro, Antônio Carlos é ex-morador do bairro de Coelho Neto, no Norte da capital, tendo começado em uma das escolinhas da região.

## Carreira

### Fluminense
Levando jeito para o futebol, Antonio foi tentar a sorte no Fluminense. Após três dias de testes, foi aprovado para jogar como meia pela direita. Porém vivia um drama naquela época. Aos nove anos ele era um dos menores no elenco tricolor. Com o tempo, mudou de posição no meio de campo, virou volante e, em um ano, sua altura pouco havia aumentado. Dentro de campo tornou-se gigante, assumindo a braçadeira de capitão e conquistando três Cariocas pelo Flu. Ainda sem crescer muito, foi recuado para outra posição, acabou virando zagueiro e ganhou mais um título do Carioca. Por conta da sua baixa estatura, foi sendo deixado de lado  em Xerém. Começou a jogar no segundo, terceiro time até ser mandado embora do Tricolor aos 14 anos.

### Audax Rio
Depois de deixar o Fluminense, Antonio Carlos começou a crescer e, em menos de um ano, chegou a medir 1,80m. Com a convicção de que queria mesmo atuar na zaga, recebeu proposta do Vasco da Gama e foi fazer teste no Flamengo, onde não passou. Acabou acertando a sua ida para as categorias de base do Audax Rio. Lá, virou grande precocemente, se tornou titular e teve sua primeira chance como profissional do futebol, aos 16 anos, em uma Copa Rio.

### Audax
Com o clube homônimo sem calendário ao final da Copa Rio, Antonio Carlos foi emprestado ao Audax-SP, para atuar na base do clube do estado de São Paulo. Em 2011, disputou sua primeira Copa São Paulo de Futebol Júnior, chegando até as quartas de final, não tendo entrado em campo por estar com caxumba. Frustrado, viu de fora o GOA ser eliminado pelo Desportivo Brasil. Mas pouco tempo depois, em um amistoso contra o Corinthians, destacou-se e despertou o interesse do Timão.

### Corinthians
Antonio Carlos se transferiu para o Corinthians por empréstimo ainda nos juniores. Em 15 de setembro de 2011, estreou como profissional no amistoso contra o Grêmio Osasco. Revelação da Copa São Paulo de Futebol Júnior de 2012, na qual formava dupla de zaga com Marquinhos, acabou virando herói do Timão ao marcar dois gols na final, contra o próprio Fluminense. Seus gols deram a vitória por 2x1 e o título da Copinha de 2012 ao Time do Parque São Jorge. Ao fim da competição, teve 40% dos seus direitos econômicos comprados pelo Timão junto ao Audax Rio, que detinha 90% dos direitos, assinando contrato até 31 de dezembro de 2015. Os outros 10% pertenciam ao jogador.
Após tamanho sucesso na base, foi integrado ao elenco profissional do Corinthians, porém disputava espaço com zagueiros renomados como Leandro Castán e Chicão.

### Oeste
No ano de 2013 foi emprestado ao Oeste, onde disputaria o Campeonato Paulista e o Campeonato Brasileiro da Série B.

### Retorno ao Corinthians
Com poucas atuações e sem confiança da comissão técnica do Oeste, voltou a figurar ainda em 2013 no elenco do Corinthians.

### Avaí
Em 2014, ele foi emprestado para o Avaí. Viveu um bom momento ao lado de Pablo na zaga do Leão, ajudando o clube da Ressacada a subir para a primeira divisão do Campeonato Brasileiro.

### Tombense
Em 13 de fevereiro de 2015, Antonio Carlos rescindiu com o Corinthians e assinou contrato até dezembro de 2019 com a Tombense, clube utilizado pelo empresário Eduardo Uram para registrar seus jogadores. Os valores da negociação não foram divulgados.

### Retorno ao Avaí
Após mudar de clube, Antonio Carlos foi novamente emprestado ao Avaí, visando os Jogos Olímpicos de 2016.

### Flamengo
Em 23 de dezembro de 2015, acertou com o Flamengo para a temporada de 2016. Antonio Carlos chegou ao  Rubro-Negro por empréstimo até o fim de 2016, com opção de compra ao fim do contrato.

### Ponte Preta
Em maio de 2016, foi anunciado como novo reforço da Ponte Preta, o contrato de empréstimo dura ate o fim de 2016.

### Palmeiras
Em janeiro de 2017 Antônio Carlos foi anunciado como reforço do Palmeiras, empréstimo por um ano, com opção de compra no final do contrato. Estreou no clube alviverde em um amistoso contra a Chapecoense, no qual formou a dupla de zaga com Thiago Martins. Com a lesão deste durante a pré-temporada, ficou como quinta opção para a zaga palmeirense, que contava com nomes como Yerry Mina, Vitor Hugo e Edu Dracena. Assim, acabou terminando o ano com apenas nove partidas, a maioria saindo do banco.
No entanto, em dezembro de 2017, o clube decide prorrogar seu vínculo de empréstimo por mais um ano. Valorizado com a chegada do técnico Roger Machado, o defensor passou a formar uma inesperada nova dupla de zaga titular com Thiago Martins, que retornara de empréstimo.
Marcou seu primeiro gol com a camisa alviverde ao abrir o placar, de cabeça, em clássico contra o Santos pelo Campeonato Paulista.
Em 24/07/2018, a compra de Antônio Carlos foi revelada pelo diretor executivo do Palmeiras, Alexandre Mattos.

## Seleção Brasileira

### Sub-20
Em março de 2012, Antonio Carlos foi convocado junto com mais dois companheiros de Corinthians para defender a Seleção Brasileira Sub-20 na 12ª edição da Copa Internacional do Mediterrâneo, em Barcelona, na Espanha. Também foi convocado para disputar o Campeonato Sul-Americano Sub-20 de 2013, na Argentina, mas acabou sendo cortado.

## Estatísticas
Até 27 de março de 2023.

### Clubes
| Clube             | Temporada         | Campeonato nacional | Campeonato nacional | Campeonato nacional | Copa nacional[a] | Copa nacional[a] | Copa nacional[a] | Competições continentais[b] | Competições continentais[b] | Competições continentais[b] | Outros torneios[c] | Outros torneios[c] | Outros torneios[c] | Total | Total | Total   |
| Clube             | Temporada         | Jogos               | Gols                | Assist.             | Jogos            | Gols             | Assist.          | Jogos                       | Gols                        | Assist.                     | Jogos              | Gols               | Assist.            | Jogos | Gols  | Assist. |
| ----------------- | ----------------- | ------------------- | ------------------- | ------------------- | ---------------- | ---------------- | ---------------- | --------------------------- | --------------------------- | --------------------------- | ------------------ | ------------------ | ------------------ | ----- | ----- | ------- |
| Corinthians       | 2011              | —                   | —                   | —                   | —                | —                | —                | —                           | —                           | —                           | 1                  | 0                  | 0                  | 1     | 0     | 0       |
| Corinthians       | 2012              | 3                   | 0                   | 0                   | —                | —                | —                | —                           | —                           | —                           | 2                  | 0                  | 0                  | 5     | 0     | 0       |
| Corinthians       | 2013              | 0                   | 0                   | 0                   | 0                | 0                | 0                | —                           | —                           | —                           | 0                  | 0                  | 0                  | 0     | 0     | 0       |
| Corinthians       | Total             | 3                   | 0                   | 0                   | 0                | 0                | 0                | 0                           | 0                           | 0                           | 2                  | 0                  | 0                  | 5     | 0     | 0       |
| Oeste             | 2013              | 1                   | 0                   | 0                   | —                | —                | —                | —                           | —                           | —                           | 10                 | 0                  | 0                  | 11    | 0     | 0       |
| Oeste             | Total             | 1                   | 0                   | 0                   | 0                | 0                | 0                | 0                           | 0                           | 0                           | 10                 | 0                  | 0                  | 11    | 0     | 0       |
| Avaí              | 2014              | 32                  | 2                   | 0                   | 3                | 0                | 0                | —                           | —                           | —                           | 16                 | 1                  | 0                  | 51    | 3     | 0       |
| Avaí              | 2015              | 29                  | 1                   | 0                   | 3                | 0                | 0                | —                           | —                           | —                           | 9                  | 1                  | 0                  | 41    | 2     | 0       |
| Avaí              | Total             | 61                  | 3                   | 0                   | 6                | 0                | 0                | 0                           | 0                           | 0                           | 25                 | 2                  | 0                  | 92    | 5     | 0       |
| Flamengo          | 2016              | 0                   | 0                   | 0                   | 0                | 0                | 0                | 0                           | 0                           | 0                           | 1                  | 0                  | 0                  | 1     | 0     | 0       |
| Flamengo          | Total             | 0                   | 0                   | 0                   | 0                | 0                | 0                | 0                           | 0                           | 0                           | 1                  | 0                  | 0                  | 1     | 0     | 0       |
| Ponte Preta       | 2016              | 14                  | 1                   | 0                   | 1                | 0                | 0                | 0                           | 0                           | 0                           | —                  | —                  | —                  | 15    | 1     | 0       |
| Ponte Preta       | Total             | 14                  | 1                   | 0                   | 1                | 0                | 0                | 0                           | 0                           | 0                           | 0                  | 0                  | 0                  | 15    | 1     | 0       |
| Palmeiras         | 2017              | 5                   | 0                   | 0                   | 0                | 0                | 0                | 1                           | 0                           | 0                           | 3                  | 0                  | 0                  | 9     | 0     | 0       |
| Palmeiras         | 2018              | 22                  | 1                   | 1                   | 6                | 0                | 0                | 8                           | 0                           | 0                           | 18                 | 2                  | 0                  | 54    | 3     | 1       |
| Palmeiras         | 2019              | 9                   | 0                   | 0                   | 2                | 0                | 0                | 3                           | 0                           | 0                           | 9                  | 0                  | 0                  | 23    | 0     | 0       |
| Palmeiras         | Total             | 36                  | 1                   | 1                   | 8                | 0                | 0                | 12                          | 0                           | 0                           | 30                 | 2                  | 0                  | 86    | 3     | 1       |
| Orlando City      | 2020              | 26                  | 1                   | 1                   | 0                | 0                | 0                | —                           | —                           | —                           | —                  | —                  | —                  | 26    | 1     | 1       |
| Orlando City      | 2021              | 30                  | 2                   | 0                   | —                | —                | —                | 1                           | 0                           | 0                           | —                  | —                  | —                  | 31    | 2     | 0       |
| Orlando City      | 2022              | 22                  | 0                   | 1                   | 3                | 0                | 0                | —                           | —                           | —                           | —                  | —                  | —                  | 25    | 0     | 1       |
| Orlando City      | 2023              | 1                   | 0                   | 0                   | 0                | 0                | 0                | 0                           | 0                           | 0                           | —                  | —                  | —                  | 24    | 1     | 1       |
| Orlando City      | Total             | 79                  | 3                   | 2                   | 3                | 0                | 0                | 1                           | 0                           | 0                           | —                  | —                  | —                  | 106   | 4     | 3       |
| Fluminense        | 2024              | 13                  | 0                   | 0                   | 3                | 0                | 0                | 6                           | 0                           | 0                           | 11                 | 0                  | 0                  | 33    | 0     | 0       |
| Fluminense        | Total             | 13                  | 0                   | 0                   | 3                | 0                | 0                | 6                           | 0                           | 0                           | 11                 | 0                  | 0                  | 33    | 0     | 0       |
| Total na carreira | Total na carreira | 207                 | 8                   | 3                   | 21               | 0                | 0                | 19                          | 0                           | 0                           | 81                 | 4                  | 0                  | 349   | 13    | 4       |

- a. ^ Jogos da Copa do Brasil
- b. ^ Jogos da Copa Sul-Americana
- c. ^ Jogos da Copa Rio, Amistoso, Campeonato Paulista e Campeonato Catarinense, Taça Chico Science

### Seleção Brasileira
Abaixo estão listados todos e jogos e gols do futebolista pela Seleção Brasileira, desde as categorias de base. Abaixo da tabela, clique em expandir para ver a lista detalhada dos jogos de acordo com a categoria selecionada.
Sub-20
| Ano   |       |      |         |       |
| Ano   | Jogos | Gols | Assist. | Média |
| ----- | ----- | ---- | ------- | ----- |
| 2012  | 0     | 0    | 0       | 0     |
| 2013  | 0     | 0    | 0       | 0     |
| Total | 0     | 0    | 0       | 0     |

## Títulos
Corinthians
- Copa São Paulo de Futebol Júnior: 2012[13]
- Copa Libertadores da América: 2012

Palmeiras
- Campeonato Brasileiro: 2018

Orlando City
- US Open Cup: 2022

Fluminense
- Recopa Sul-Americana: 2024

## Prêmios individuais
- Seleção do Campeonato Paulista: 2018